# Стормс, Кирстен
Кирстен Рени Стормс (англ. Kirsten Renee Storms; род. 8 апреля 1984, Орландо, Флорида) — американская актриса. Её первой известной ролью стала Изабелла Блэк в сериале на NBC «Дни нашей жизни», где она снималась с 1999 по 2004 годы. В 2005 году Стормс сыграла Мэкси Джонс на АВС в сериале «Главный госпиталь» и его спин-оффе «Генеральный госпиталь: Ночная смена». В 2011 году Стормс была заменена на Джен Лилли по состоянию здоровья. Почти через год, 5 сентября 2012 года, она вернулась в сериал.

## Биография
Родилась 8 апреля 1984 года в городе Орландо, штат Флорида, в семье спортивного комментатора Майка и его жены Карен Стормс. У Кирстен есть младшая сестра Холли, брат Остин и сводный брат Крис. Она с детства знала, что будет актрисой. Придя к папе на работу, она убедила родителей отправить её в класс актёрского мастерства. Родители записали её в детскую актёрскую школу в Нью-Йорке.

## Карьера
Первый актёрский опыт Кристен получила в 1989 году, снявшись в рекламном ролике для «Galoob Baby Doll». Одной из первых для неё стала роль в телесериале канала ABC «Second Noah», после чего последовала главная роль в сериале «Sing Me a Story with Belle». В 12 лет Стормс переехала в Лос-Анджелес, штат Калифорния. Спустя некоторое время она появилась в телесериале «Седьмое небо», в котором исполнила роль Лауры Каммингс, подружки Саймона (Дэвид Каллахер). Позже она была выбрана на роль Ксенон в фильме «Ксенон: Девушка 21 века». После она снялась в двух продолжениях этого фильма. Также она играла в фильме телеканала Дисней «Джони Цунами».

## Личная жизнь
С июня 2013 года апрель 2016 года Кирстен была замужем за актёром Брэндоном Барашем.  У пары есть дочь — Харпер Роуз Бараш (род. 07.01.2014).
Стормс является подругой Келли Монако, с которой познакомилась на съёмках телесериала «Главный госпиталь».

## Фильмография
| Год          |     | Русское название                          | Оригинальное название                       | Роль                    |
| ------------ | --- | ----------------------------------------- | ------------------------------------------- | ----------------------- |
| 1996         | с   |                                           | Second Noah                                 | Эшли                    |
| 1996         | с   | Мыс                                       | The Cape                                    | Ребёнок #2              |
| 1997         | в   | Приключения детей Крайола: Троянский конь | Crayola Kids Adventures:The Trojan Horse    | Венус                   |
| 1998         | с   |                                           | You Wish                                    | Бетси                   |
| 1998         | с   | Дни нашей жизни                           | Any Day Now                                 | Лидия                   |
| 1998         | с   | Седьмое небо                              | 7th Heaven                                  | Лора Каминс             |
| 1999         | тф  | Ксенон: Девушка 21 века                   | Zenon: Girl of the 21st Century             | Ксенон Кар              |
| 1999         | с   |                                           | Movie Stars                                 | Мэнди Сильверман        |
| 1999         | с   |                                           | Sing Me a Story with Belle                  | Кристен                 |
| 1999         | в   | Сказки Белль о дружбе                     | Belle's Tales of Friendship                 |                         |
| 1999—2004    | с   | Дни нашей жизни                           | Days of our Lives                           | Белла Блэк              |
| 1999         | тф  | Любовные письма                           | Love Letters                                | Подросток Мелисса       |
| 1999         | тф  | Джони Цунами                              | Johnny Tsunami                              | Эмили                   |
| 1999         | тф  |                                           | The Rockford Files: If It Bleeds...It Leads | Изнасилованная девочка  |
| 2001         | тф  | Ксенон: Продолжение                       | Zenon:The Zequel                            | Ксенон Кар              |
| 2002—2007    | мс  | Ким Пять-с-Плюсом                         | Kim Possible                                | Бонни Роквеллер (голос) |
| 2003         | мф  | Ким Всемогущая: Борьба во времени         | Kim Possible: A Sitch in Time               | Бонни Роквеллер (голос) |
| —2003        | с   | Такая Рэйвен                              | That's So Raven                             | Никки                   |
| 2004         | тф  | Ксенон Z3                                 | Zenon: Z3                                   | Ксенон Кар              |
| 2004—2005    | с   | Клубная раздевалка                        | Clubhouse                                   | Бетси Янг               |
| 2003         | мф  | Ким Пять-с-Плюсом: Подумаешь, трагедия    | Kim Possible: So the Drama                  | Бонни Роквеллер (голос) |
| 2005         | с   | C.S.I.: Место преступления Майами         | CSI: Miami                                  | Мисси Маршалл           |
| 2005 — н. в. | с   | Главный госпиталь                         | General Hospital                            | Макси Джонс             |
| 2006         | с   |                                           | Skater Boys                                 | Джессика Гордон         |
| 2007         | с   | Генеральный госпиталь: Ночная смена       | General Hospital: Night Shift               | Макси Джонс             |
| 2011         | кор |                                           | Nice Guys Finish Last                       | Горячая девушка         |
| 2015         | с   |                                           | Winterthorne                                | Селин Винтерторн        |